# Панфиленков, Станислав Вячеславович
Станислав Вячеславович Панфиленков (род. 28 сентября 1969, Москва) — советский и российский хоккеист, нападающий.

## Биография
Начал заниматься хоккеем в 4,5 года в ЦСКА, тренеры Александр Николаевич Виноградов, Эдуард Георгиевич Иванов. В сезоне 1987/88 дебютировал за ЦСКА в чемпионате СССР. Играл за клубы СКА МВО Калинин (1988/89 — 1989/90), «Крылья Советов» (1989/90), «Торпедо» Горький — Нижний Новгород (1990/91 — 1991/92), «Металлург» Череповец (1992/93), «Вятич» Рязань (1992/93), «Нэшвилл Найтс» (1992/93) и «Дейтон Бомберс» (1993/94, оба — ECHL),
«Лада» Тольятти (1993/94), «Металлург» Новотроицк (1995/96), «Заполярник» Норильск (1995/96 — 1996/97), «УралАЗ» Миасс (1996/97).
Чемпион России 1994.
Бронзовый призёр чемпионата Европы среди юниорских команд 1987. Серебряный призёр чемпионата мира среди молодёжных команд 1988, победитель чемпионата мира среди молодёжных команд 1989.
12,5 лет до 2011 года — тренер в школе «Серебряные акулы». Работал тренером на катке «Центральный» («Метеор», 2013). С 2013 года — тренер в школе «Ястребы».